# Hühnerfasanen

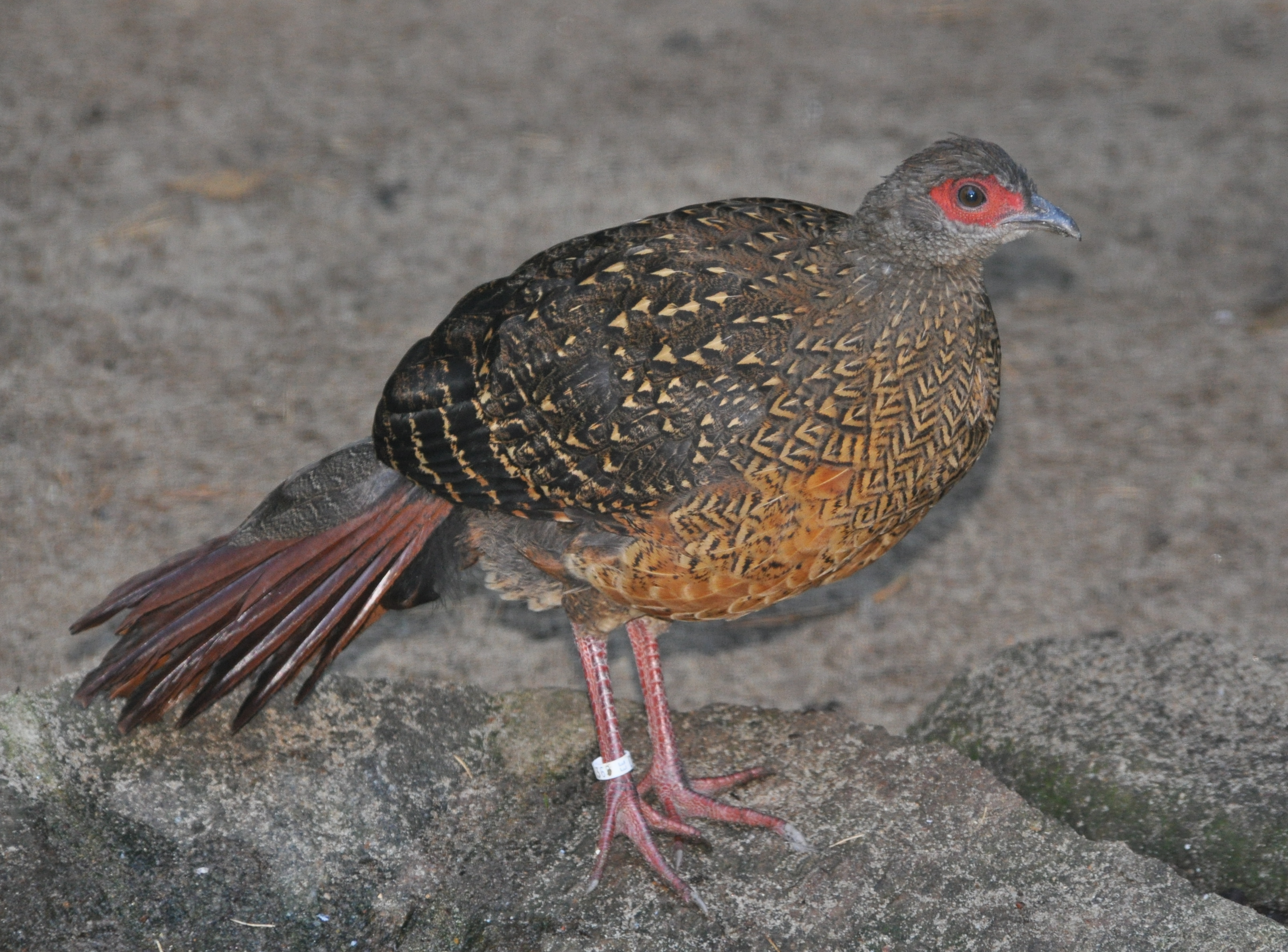
Henne des Swinhoefasans

Die Hühnerfasanen (Lophura) sind eine Gattung aus der Familie der Fasanenartigen, die je nach Auffassung zwischen 9 und 13 Arten umfasst. Ihr Verbreitungsgebiet erstreckt sich vom Südrand der östlichen Paläarktis über große Teile Südostasiens, wo sie in subtropischen und tropischen Wäldern vorkommen. Fünf Arten sind Inselendemiten.
Die Systematik dieser Arten ist sehr umstritten. Lange Zeit wurden sie in mehrere teils monotypische Gattungen gestellt und verschiedene Unterarten und Hybriden als eigene Arten beschrieben. Der erste Versuch einer Neuordnung wurde 1949 von Jean Théodore Delacour unternommen, der alle in der Gattung Lophura zusammenfasste. Dieser Ansicht wird heute noch weitgehend gefolgt, wobei – gestützt durch molekulargenetische Untersuchungen – einige Umgruppierungen und Änderungen vorgenommen wurden. So wurde zum Beispiel der von Delacour beschriebene Kaiserfasan (Lophura imperialis) als Hybrid zwischen dem Silberfasan und dem Edwardsfasan bzw. dem Vietnamfasan identifiziert. Der Artstatus der beiden Arten Sumatrafasan und Vietnamfasan ist bis heute umstritten, genaue Untersuchungen hierzu fehlen bislang.

## Merkmale
Wie der Name andeutet, ähneln die Hühnerfasanen den Kammhühnern (Gallus), scheinen jedoch nicht sehr nahe mit diesen verwandt zu sein. Bei allen Arten besitzen die Hähne gut ausgeprägte Sporen am Lauf. Die Partie um das Auge ist unbefiedert, entweder scharlachrot oder himmelblau gefärbt und trägt mehr oder minder große Schwellkörper, die bei der Balz erigiert werden. Sie können als Überaugenwulst oder -zipfel sowie als Ohr- oder Kehllappen ausgeprägt sein. Beim Bulwerfasan (Lophura bulweri) sind diese Schwellkörper extrem vergrößert, so dass der herabgesenkte Kopf bei der Vollbalz eine Gesamthöhe von 18 cm erreicht. Bei den Hennen ist die Augenregion ebenfalls unbefiedert und farbig, jedoch nicht so ausgedehnt. Sie zeigt keine Schwellkörper oder Fortsätze. Ein Sporn ist beim weiblichen Geschlecht nicht oder nur andeutungsweise ausgeprägt.
Alle Hühnerfasanen zeigen einen ausgeprägten Geschlechtsdimorphismus bezüglich des Gefieders. Bei den Weibchen herrschen braune Gefiederfarben vor, nur die Hennen des Gelbschwanzfasans sind dunkelblau. Die Hähne sind überwiegend dunkelblau bis schwarz befiedert, sie haben meist auffallende Federhauben und die Schwanzfedern sind in der Regel gelb oder weiß gefärbt. Der stark gestufte Schwanz der meisten Arten besteht aus 16 Steuerfedern, die bei den Hähnen teils stark verlängert und gebogen sind. Der Hahn des Bulwerfasans hat 32 Steuerfedern, was die höchste Anzahl bei allen Vögeln ist. Es handelt sich aber vermutlich bei einem Teil davon um umgebildete Oberschwanzdecken.

## Lebensweise
Hühnerfasanen sind ausgesprochene Waldbewohner, die vorwiegend in subtropischen und tropischen Primärwäldern mit teils dichtem Kronenschluss sowie viel und meist dichtem Unterwuchs vorkommen. Während Kali- und Silberfasan auch Buschwerk und offeneres Gelände bewohnen, sind die anderen Arten meist nur im relativ geschlossenen Wald zu finden. Sie verlassen diesen höchstens zur Nahrungssuche und sind dann allenfalls in Randbereichen zu beobachten. Die meisten Arten verhalten sich insgesamt sehr scheu, so dass teils nur wenige Beobachtungen vorliegen. Mancherorts werden auch Sekundärlebensräume angenommen, wie durch Holzeinschlag veränderte Wälder, Bambusdschungel oder dichte Pflanzungen. Bei den meisten Arten handelt es sich um Flachland- und Hügellandbewohner, einige leben jedoch auch in Bergwäldern mittlerer Lagen, und der Kalifasan ist im Himalaya sogar in Höhen bis 3700 m zu finden.
Über Fortpflanzung und Verhalten ist meist nur sehr wenig bekannt, die meisten Beobachtungen stammen von Vögeln aus Gefangenschaft. Einige Arten scheinen polygam zu leben, andere eher in Monogamie. Hierzu fehlen jedoch genauere Studien. Außerhalb der Brutzeit sind viele Arten in kleinen Trupps anzutreffen. Das Balzverhalten reicht von einer schlichten Seitenbalz beim Silberfasan bis zur aufwendigen, truthahnähnlichen Balz des Bulwerfasans. Ein Nest wird nicht gebaut, die Eier werden in einer Mulde am Boden oder in der Vegetation abgelegt. Das Gelege besteht meist aus etwa 4–9 Eiern; Sumatra-, Salvadori- und Bulwerfasan scheinen nur zwei Eier zu legen. Diese tragen keine Zeichnung und sind meist weißlich beige bis rötlich beige, einige auch dunkler bis hin zu rotbraun. Die Brutdauer liegt zwischen 20 und 26 Tagen.

## Arten und Systematik
Wenn auch die von Delacour 1949 vorgeschlagene Eingliederung der hier aufgeführten Arten (bzw. Gattungen) in Lophura heute weitgehend Konsens ist, so ist die weitere Einteilung doch in vielen Punkten immer noch umstritten oder wenig untersucht. Es gibt mehrere Merkmale, die eine Zusammenfassung bestimmter Arten ermöglichen, aber auch Merkmale, die auf eine ebenso deutliche Abgrenzung hindeuten. Fast alle dieser Merkmale verbinden aber jeweils sich geografisch nahestehende Gruppen. Die hier vorgenommene Einteilung in Subgenera folgt S. Madge und P. McGowan (2002).

### SubgenusGennaeus
Dieser sehr vielfältige Formenkreis umfasst zwei Arten mit insgesamt 23 Unterarten, die vermutlich eine Superspezies bilden. Die Verbreitung reicht vom westlichen Himalaya bis nach Ostchina, in den Norden der malaiischen Halbinsel und nach Südvietnam. Beide Arten kommen parapatrisch vor, die Grenze ist etwa der Unterlauf des Irrawaddy. Besonders östlich desselben gibt es sowohl natürliche Hybriden wie auch intermediäre Populationen, die von den Merkmalen der einen zu denen der anderen Art überleiten. Aufgrund der Beschreibung zahlreicher Hybriden als eigene Arten im 19. Jahrhundert wurden zeitweise bis zu 49 Taxa beschrieben. Delacour gliederte diese in zwei recht vielgestaltige Arten, wobei er die Farbe der Beine und die Mauser der Hähne ins Adultkleid als Kriterien heranzog. Die westlichen Formen, die heute zum Kalifasan gestellt werden, haben graue Beine, beim östlicher verbreiteten Silberfasan sind sie rot. Die männlichen Jungvögel des Kalifasans mausern bereits im ersten Jahr ins Adultkleid, beim Silberfasan findet dies erst im zweiten Jahr statt. Drei Unterarten östlich des Irrawaddy vermitteln in diesen Merkmalen zwischen den beiden Arten. Sie wurden früher zum Kalifasan gestellt, 2003 jedoch aufgrund von Untersuchungen der mitochondrialen DNA dem Silberfasan zugerechnet. Die Untersuchung zieht zudem die Berechtigung einiger Unterarten in Zweifel.
- Kalifasan (Lophura leucomelanos)
- Silberfasan (Lophura nycthemera)

### SubgenusHierophasis
In dieser Gruppe stehen je nach Auffassung zwei bis drei überwiegend dunkelblaue Arten, deren Taxonomie und Vorkommen lange Zeit recht undurchsichtig war. Der bislang ebenfalls hier eingeordnete Kaiserfasan (Lophura x imperialis) hat sich als Hybrid herausgestellt und verdient demnach keinen Artstatus mehr. Die in Vietnam beheimateten Arten Edwardsfasan und Vietnamfasan sind sehr selten und von der Abholzung ihrer Lebensräume bedroht. Von beiden gab es lange Zeit kaum Nachweise und sie galten als ausgestorben. Ob es sich um eigenständige Arten oder lediglich um Unterarten einer Spezies handelt, ist nach wie vor umstritten. Der Swinhoefasan ist auf Taiwan endemisch.
- Edwardsfasan (Lophura edwardsi)
- Vietnamfasan (Lophura hatinhensis)
- Swinhoefasan (Lophura swinhoii)

### SubgenusAcomus
Diese beiden Arten sind auf Sumatra endemisch. Der Sumatrafasan wurde erst 1939 entdeckt und ist bislang nur unzureichend beschrieben. Da sich vor allem die Hennen offenbar recht deutlich von denen des Salvadorifasans unterscheiden, wird er meist als eigene Art behandelt. Manche Autoren sehen ihn als Unterart des Salvadorifasans an. Beide wurden bisweilen auch mit dem Gelbschwanzfasan in die Gattung Houppifer gestellt.
- Sumatrafasan (Lophura hoogerwerfi)
- Salvadorifasan (Lophura inornata)

### SubgenusEuplocamus
Die vier Arten dieser Gruppe verbindet die rotbraune bis intensiv rote Färbung des unteren Rückens und des Bürzels, die allerdings beim Prälatfasan auf die Federsäume beschränkt ist. Dieser kommt im Osten Indochinas vor, die beiden anderen Arten bewohnen die malaiische Halbinsel, Sumatra und Borneo. Der Prälatfasan wurde lange in die monotypische Gattung Diardigallus gestellt. Seine Gesichtslappen sind rot, was ihn mit dem Gelbschwanzfasan und den vorgenannten Subgenera verbindet, die kahlen Schäfte der Haubenfedern hat er hingegen mit dem Feuerrückenfasan gemeinsam, der wiederum eine blaue, unbefiederte Augenregion aufweist. Dessen Unterart L. ignita rufa wird manchmal auch als eigene Art („Viellotfasan“) angesehen. Der Gelbschwanzfasan wurde von manchen Autoren mit den Arten des vorgenannten Subgenus in die Gattung Houppifer gestellt, da es sich ebenfalls um eine recht kleine, tropische Art ohne Federhaube handelt. Die Henne dieser Art hat als einzige in der Gattung dunkelblaues Gefieder.
- Gelbschwanzfasan (Lophura erythrophthalma)
- Borneo-Gelbschwanzfasan (Lophura pyronota)
- Feuerrückenfasan (Lophura ignita)
- Malaienhaubenfasan (Lophura rufa)
- Prälatfasan (Lophura diardi)

### SubgenusLobiophasis
Dieser auf Borneo endemische Fasan unterscheidet sich von den anderen Arten u. a. durch die langen Gesichtslappen und die ungewöhnliche Anzahl an Schwanzfedern, die, ähnlich wie bei Pfauen, zu einem Rad aufgeschlagen werden können. Dem Subgenus wurde daher früher meist der Rang einer Gattung zuerkannt.
- Bulwerfasan (Lophura bulweri)